# Philippe Corten
Philippe Corten (Tienen, 8 februari 1798 - Mechelen, 13 december 1854) was een rooms-katholiek priester en werd door het arrondissement Leuven-Tienen tot lid verkozen van het Nationaal Congres.

## Levensloop
Corten werd tot priester gewijd op 15 juni 1820. Hij werd sub-regent en professor in de wijsbegeerte aan het seminarie in Mechelen, waar hij ook Heilige Schrift en theologie doceerde. 
Op 26-jarige leeftijd werd hij pastoor-deken in Aarschot. In 1837 werd hij vicaris-generaal van het aartsbisdom Mechelen. In 1845 werd hij eveneens benoemd tot kanunnik, aartsdiaken en deken van het kapittel verbonden aan de Sint-Romboutskathedraal. 

## Nationaal Congres
Corten nam regelmatig deel aan de zittingen van het Nationaal Congres maar behoorde tot het honderdtal leden dat nooit enige tussenkomst hield. 
Hij stemde voor de onafhankelijkheidsverklaring en voor de eeuwigdurende uitsluiting van de Nassaus. Hij koos voor Karel van Oostenrijk-Teschen als koning en voor Félix de Merode als regent. 
In juni stemde hij voor de kandidatuur van Leopold van Saksen Coburg en voor de aanvaarding van het Verdrag der XVIII artikelen.